# Акбулатово (Кувандицький міський округ)
Акбула́тово (рос. Акбулатово) — присілок у складі Кувандицького міського округу Оренбурзької області, Росія.

## Населення
Населення — 53 особи (2010; 61 у 2002).
Національний склад (станом на 2002 рік):
- башкири — 62 %